# Higher (singel Taio Cruza)
Higher – dance/popowa piosenka Taio Cruza. Powstała w dwóch wersjach, najpierw w duecie z Kylie Minogue, później z Travie McCoy. Utwór stworzony przez Taio Cruza i Sandy Vee, na drugi studyjny album artysty, Rokstarr. Singiel został wydany 26 listopada 2010 roku.

## Lista utworów
- Solo Version – Digital Download

1. „Higher” – 3:07

- Kylie Version – Digital Download

1. „Higher” (feat. Kylie Minogue) – 3:22

- Three Way Version – Digital Download

1. „Higher” (feat. Kylie Minogue and Travie McCoy) – 3:44

- Travie Version – Digital Download

1. „Higher” (feat. Travie McCoy) – 3:40

- K3 Version – Digital Download

1. „Higher” (feat. K3) – 3:09

- Kylie Version – CD Single

1. „Higher” (feat. Kylie Minogue) – 3:09
2. „Little Lion Man” (BBC Live Version) – 2:48

- Digital EP

1. „Higher” (feat. Kylie Minogue) – 3:22
2. „Higher” (feat. Travie McCoy) – 3:39
3. „Higher” (DJ Wonder Remix) – 3:55
4. „Higher” (7th Heaven Club Mix) – 6:31
5. „Higher” (Club Junkies Remix) – 5:42

- Digital EP – The Remixes

1. „Higher” (Jody Den Broeder Radio Mix) – 3:30
2. „Higher” (Wideboys Radio Mix) – 3:39
3. „Higher” (Ultimate High Radio Mix) – 3:42
4. „Higher” (Jody Den Broeder Club Mix) – 6:18
5. „Higher” (Wideboys Club Mix) – 6:11
6. „Higher” (Ultimate High Club Mix) – 6:32
7. „Higher” (Jody Den Broeder Dub) – 6:03
8. „Higher” (Wideboys Dub) – 6:11
9. „Higher” (Ultimate High Dub) – 6:18

- Digital Single – Promotional DJ Mixes

1. „Higher” (Extended Mix) – 7:06
2. „Higher” (Mixshow Edit) – 5:36

## Pozycje
| Lista (2011)                        | Pozycje |
| ----------------------------------- | ------- |
| Austrian Singles Chart              | 20      |
| Belgian Singles Chart               | 88      |
| Belgian Singles Chart               | 80      |
| German Singles Chart                | 18      |
| Swiss Singles Chart                 | 27      |
| US Hot Dance Club Songs (Billboard) | 3       |